# شهرستان جینهو
شهرستان جینهو (به لاتین: Jinhu County) یک منطقهٔ مسکونی در چین است که در هوایان واقع شده‌است.